# Bagerhat
Bagerhat (bengalski: বাগেরহাট সদর Bagerhat Sadar Upazila) je grad i istoimena općina (upazila) u istoimenom distriktu pokrajine Khulna, Bangladeš. Grad se nalazi na utoku rijeka Ganges i Brahmaputra u Indijsko more. Grad je najpoznatiji po starom gradu Khalifatabadu, poznatom kao "kovačnica novca bengalskog sultanata", koji se nalazi u njegovom predgrađu, a koji je upisan na UNESCO-ov popis mjesta svjetske baštine u Aziji i Oceaniji 1985. godine.
Bagerhat je prema popisu 1991. godine imao 51.22% muškaraca i 48.78% žena, te 49.9% pismenog stanovništva, što je više od državnog prosjeka (32.4%). Grad je podijeljen na 12 četvrti/okruga i 167 sela.

## Povijest
Khalifatabad je osnovao general Ulugh Khan Jahan (1433. – 1459.), turkijskog podrijetla, u 15. stoljeću, kada je bengalskim sulatanatom vladao sultan Nasir al-din Mahmud Shah (1442. – 1459.). Khan Jahan je isplanirao pravilnu mrežu ulica, dao izgraditi mostove i vodoopskrbu grada (od kojih su dva velika bazena, Ghoradighi i Dargadighi, još u uporabi) i veliki broj džamija i grobnica od opeke u prepoznatljivom stilu koji je poznat kao "stil Khana Jahana". Pored toga što je bio dobar upravitelj (koji je upravljao i pokrajinama Jhenaidah, Sathkira, Patuakhali i Barisal) Khan Jahan je bio poznat i kao filantrop i pir (sveta osoba koja je širila islam, a nije sebe uzdizala, npr. novcem sa svojim likom). Njegovu grobnicu posjete tisuće islamskih hodočasnika svake godine.
Grad je nakon smrti njegova pokrovitelja 1459. godine bio zaboravljen, i nakon otkrića 1895. godine započela je njegova obnova, od 1903. – 4. god.

## Znamenitosti
Bagheran ima zabilježeno tek 50 starih islamskih spomenika (od stotina skrivenih) koji su otkriveni kada su s njih skinuti biljni pokrovi koji su ga skrivali stoljećima. Tada se, prema UNESCO-u, ukazao "izvanredan primjer arhitektonskog sklopa koji predstavlja važno razdoblje ljudske povijesti". Ove građevine su kombinacija mogulske i osmanske arhitekture, a od velikog broja građevina (samo džamija je bilo 360) najpoznatije su: 
- Džamija šezdeset grobnica (Shat Gombuj Masjid) je kvadratična građevina promjera 49 x 33 m, ima 60 stupaca i 77 plitkih kupola iznad 7 brodova s po 11 poprečnih dubokih niša koji završavaju s mihrabima, te četiri tornja s kupolama na kutovima (prednja dva su služila kao minareti). Služila je kao glavna džamija petka, ali i kao medresa.
- Džamija devet kupola je bogato ukrašena iznutra s terakota cvjetnim svitcima i cvjetnim motivima, osobito oko mihraba. I ona ima oble tornjeve na kutovima, te središnju veliku kupolo oko koje se nalazi osam manjih.
- Mauzolej Khana Jahana ima ceremonijalni kvadratični bazen ispred, jednu plitku kupolu (p. 14 m) iznad skoro kockaste građevine s polukružnim zadebljanima na kutovima koji podsjećaju na tornjeve drugih džamija.
- Džamija Singara ima jednu jedinu kupolu koju podupiru debeli zidovi s vrhom od savijenog vijenca.
- Džamija Reza Khoda ili Džamija sa šest kupola ima jedinstven mihrab s ukrasnim motivima lanca i zvona.
- Zindavir i dr.

- Džamija 60 grobnica
- Unutrašnjost džamije
- Džamija devet kupola
- Džamija Singair
- Mauzolej Khana Jahana

## Vanjske poveznice
- View Panografije lokaliteta
- Džamije i grobnice Bagerhata
- Forbes: 15 izgubljenih svjetskih gradova